# クラテロス

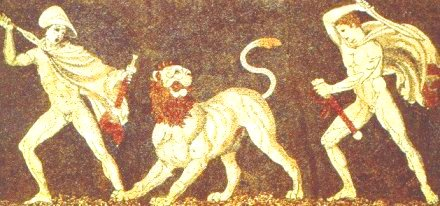
ライオンを狩るアレクサンドロス3世とクラテロス

クラテロス（希: Κρατερός、ラテン文字転記：Crateros、紀元前370年頃 - 紀元前321年）は、アレクサンドロス3世に仕えたマケドニア王国の将軍である。クラテロスはアレクサンドロス（大王とは別人）の子で、兄弟にはアンポテロスがいる。

## アレクサンドロスの下で
クラテロスはアレクサンドロス3世の東征に参加し、グラニコス川の戦い、イッソスの戦い、ガウガメラの戦いといった主要な会戦では重装歩兵部隊を指揮した。紀元前332年のテュロス包囲戦ではプニュタゴラスと共に艦隊を率いた。
ヒュルカニアでタプリア人（紀元前330年）、ソグディアナでカタネスとアウスタネス（ともにパライタケネ地方の豪族）に対して（紀元前327年）といった風に、クラテロスは幾度も別働隊を率いており、王の信頼厚い将軍の一人でもあった。パルメニオンの死後は東征軍の副将格となった。紀元前326年のヒュダスペス川の戦いでは対岸で別働隊を指揮した。帰路ではクラテロスは別働隊を率いて王が沿岸を進んだのに対して内陸経由でカルマニアまで向い、同地で王の部隊と合流した。
紀元前324年のスサでの集団結婚式でクラテロスはペルシア王ダレイオス3世の弟オクシュアトレスの娘のアマストリネを娶った。その後、クラテロスはポリュペルコンと共に退役兵11500を引率してマケドニア本国に帰す任についた（その後はアンティパトロスの摂政位を本国で継承することを約されていた）。しかし、その任についている間にアレクサンドロスはバビロンで病死した。

## アレクサンドロス死後
紀元前323年のアレクサンドロスの死後に開かれたバビロン会議でクラテロスはレオンナトス、ペルディッカス、アンティパトロスと共同で王妃ロクサネのまだ生まれぬ子（後のアレクサンドロス4世）の後見人になり、マケドニア本国の諸事と防衛を委ねられた。
翌紀元前322年、アテナイをはじめとするギリシアの諸都市がアレクサンドロスの死に乗じてマケドニアの支配に対して反乱を起こした（ラミア戦争）。その時ギリシアを支配していたアンティパトロスはギリシア連合軍に破れてラミアに篭城していた。アンティパトロスはレオンナトス、その時小アジアのキリキアにいたクラテロスに援軍を要請した。先に着いたレオンナトスはアンティパトロスをラミアから脱出させるのに成功したが、それと引き換えに自身は戦死した。続いてやってきたクラテロスは配下の軍をアンティパトロスの軍と合流させ、クランノンの戦いでアンティパトロスと共にギリシア連合軍を破り、戦争はマケドニアの勝利で終わった。その後、支援の礼としてアンティパトロスはクラテロスに名誉と贈り物を授け、娘のフィラを嫁がせた。
紀元前321年、王の摂政として帝国ナンバーワンの地位にあったペルディッカスに警戒心を抱いたクラテロスはアンティパトロスらと対ペルディッカス同盟を結んだ。そして、ペルディッカスがエジプトのプトレマイオスに向けて遠征を開始すると、クラテロスはアンティパトロスと共に小アジアに渡ってペルディッカスに小アジアの防衛を任されていたエウメネスを討とうとした。この時、ペルディッカス側の将軍ネオプトレモスはエウメネスを裏切ろうとしたが、それに気付いたエウメネスに敗れ、クラテロスの許に逃れてきた。その後、クラテロスとアンティパトロスは軍を二分し、クラテロスは小アジアでエウメネスと戦い、アンティパトロスはエジプトを支援すべくキリキアへと向った。
そして、クラテロス・ネオプトレモスはエウメネスと小アジア北西部のヘレスポントス近郊にて戦った（ヘレスポントスの戦い）。この時、エウメネスはクラテロスの名望のために配下の軍が自らを裏切ることを恐れ、クラテロスの正面には彼の顔を知らない外国人の兵士を配置し、彼らには敵が何かを言う暇を与えず即座に突撃せよと命じた。エウメネスの計略は成功し、クラテロスは帽子を取って自らがクラテロスだとアピールしたものの、落馬して誰にも気付かれずに馬に踏みしだかれて死んだ。戦いの後、コルネリウス・ネポスによればかねてよりの友誼のために、エウメネスはクラテロスのために壮大な葬儀を挙げて弔い、その遺骨はマケドニアのクラテロスの妻子の許へと送られた。エウメネスは紀元前316年にアンティゴノスに敗れて殺された時、旧友であったアンティゴノスによって同じように壮大な葬儀を挙げて弔われた。

## 人物
クラテロスはアレクサンドロスの親しい友人であると同時に有能で信頼の置ける家臣であった。ヘファイスティオンが「アレクサンドロスの友」と呼ばれていた一方で、クラテロスは「王の友」と呼ばれていた。その一方でクラテロスは王の不興を買うのを恐れずにマケドニアの習俗を維持してペルシア風の風俗を取り入れるアレクサンドロスに真っ向から反対し、マケドニア人至上主義を唱えた。そのため、マケドニア人将兵の彼への人望は厚く、彼は尊敬を受けていた。こうした事情から、クラテロスを戦死させたエウメネスは真っ先に敵意と反感を買うことになってしまった。また、ネポスによれば、クラテロスは後に自らを殺すことになるエウメネスと親しく付き合っていたという。

## 註
1. ↑  アッリアノス, I. 25
2. ↑  ibid, I. 14, II. 8, III. 11
3. ↑  ディオドロス, XVII. 57
4. ↑  アッリアノス, II. 8
5. ↑  アッリアノス, III. 23, IV. 22
6. ↑  ibid, V. 18
7. ↑  ibid, VI. 15, 27
8. ↑  ibid, VII. 4
9. ↑  ibid, VII. 12
10. ↑  クルティウス, X. 4. 3
11. ↑  ユスティヌス, XIII, 2
12. ↑  フォティオス, cod. 82
13. 1 2 3 4  フォティオス, cod. 92
14. ↑  ディオドロス, XIII. 12-18
15. ↑  ネポス, 「エウメネス」, 3
16. ↑  ディオドロス, XIII. 29
17. ↑  プルタルコス, 「エウメネス」, 6, 7
18. ↑  ディオドロス, XIII. 30
19. 1 2  ネポス, 「エウメネス」, 4
20. ↑  プルタルコス, 「アレクサンドロス」, 47
21. ↑  プルタルコス, 「エウメネス」, 6